# Oltresava Inferiore
L'Oltresava Inferiore (ufficialmente in sloveno Posavska statistična regija) è una delle 12 regioni statistiche in cui è suddivisa la Slovenia.
Ne fanno parte i seguenti 5 comuni:
| Stemma | Comune               | Mappa | Superficie km² | Abitanti (1º gennaio 2014) | Densità Ab./km² |
| ------ | -------------------- | ----- | -------------- | -------------------------- | --------------- |
|        | Bistrica ob Sotli    |       | 31,1           | 1.390                      | 45              |
|        | Brežice              |       | 268,1          | 24.252                     | 90              |
|        | Kostanjevica na Krki |       | 58,3           | 2.399                      | 41              |
|        | Krško                |       | 286,5          | 25.893                     | 90              |
|        | Radeče               |       | 52,0           | 4.332                      | 83              |
|        | Sevnica              |       | 272,2          | 17.414                     | 64              |
|        | Totale:              |       | 885            | 70 167                     | 79.8            |